# Карпентария (населённый пункт)
Карпентария (англ. Carpentaria) — населённый пункт и сельская местность в районе Карпентария, Квинсленд, Австралия. В 2016 году население Карпентарии составило 14 человек.

## География
Карпентария находится в северо-западной части штата Квинсленд. Расстояние до Нормантона (центра района) составляет 130 километров.

## Демография
По данным переписи 2016 года, население Карпентарии составляло 14 человек. Из них 53,8 % были мужчины, а 46,2 % — женщины. Средний возраст населения составил 33 года.